# Jason Stanley
Jason Stanley, född 12 oktober 1969, är en amerikansk filosof som sedan 2013 undervisar vid Yale University. Tidigare har han även varit professor vid University of Michigan och Cornell University. Sin doktorsavhandling tog Stanley vid MIT, i lingvistik och filosofi.
Stanley har gjort uppmärksammade bidrag till språkfilosofi och epistemologi, bidrag som ofta har byggt på och även påverkat vetenskapliga fält som lingvistik och kognitionsvetenskap. Han har även skrivit populärvetenskapligt på New York Times filosofiblogg "The Stone". I senare verk har han använt språkfilosofiska och epistemologiska verktyg för att arbeta med frågor inom politisk filosofi, framförallt i verket How Propaganda Works, som bygger på essäer från "The Stone."

## Verk
- Language in Context: Selected Essays (Oxford, Oxford University Press: 2007) ISBN 978-0-19-922592-7
- Knowledge and Practical Interests (Oxford, Oxford University Press: 2005) ISBN 978-0-19-923043-3
- Know How (Oxford University Press: 2011)  ISBN 9780199695362
- How Propaganda Works (Princeton University Press:  2015)  ISBN 9780691164427